# Storia di un'anima
Storia di un'anima (Histoire d'une âme) è un libro che raccoglie i racconti autobiografici di Santa Teresa di Lisieux. Pubblicato nel 1898, subito dopo la morte dell'autrice, l'opera riscosse un grande successo popolare. Questo libro è tradotto in più di 50 lingue, è stato ristampato più volte e da diversi editori. La sua tiratura totale è stimata in oltre 500 milioni di copie.
Raccontando la sua vita, Teresa di Lisieux sviluppa in modo semplice una vera teologia, che chiamerà ella stessa, quella della "piccola via".
Fin da subito l'opera ebbe una grande influenza spirituale. Molte persone, inclusi alcuni beatificati, hanno riferito di essere state trasformate dalla lettura dell'opera. Molte suore affermarono di essere state indirizzate alla vita religiosa dopo aver letto il libro di Teresa di Lisieux. Claude Langlois descrisse quest'opera sia come autoagiografia che come autobiografia. Il libro è stato oggetto di numerosi adattamenti per il teatro e il cinema.
Santa Teresa è stata proclamata Dottore della Chiesa nel 1997 da Papa Giovanni Paolo II, oggi l'opera è pubblicata come edizione critica secondo i manoscritti autografi. L'edizione delle "Opere Complete", curato dal carmelitano francese Guy Gaucher, ricevette il Prix du Cardinal-Grente dall'Académie française nel 1989. Già nel 1940, l'Accademia francese assegnò a Thérèse de Lisieux il "Premio della lingua francese", creato nel 1914 per riconoscere i servizi resi all'estero alla lingua francese.
L'edizione critica è costituita essenzialmente da tre importanti manoscritti autografi, distinti cronologicamente e secondo i destinatari
- manoscritto A / A[gnès] - autografo I (gennaio 1895 - gennaio 1896)
- manoscritto B / M[arie] - lettere personali e spirituali (settembre 1896)
- manoscritto C / G[onzague] - autografo II (giugno - luglio 1897)

## Manoscritti

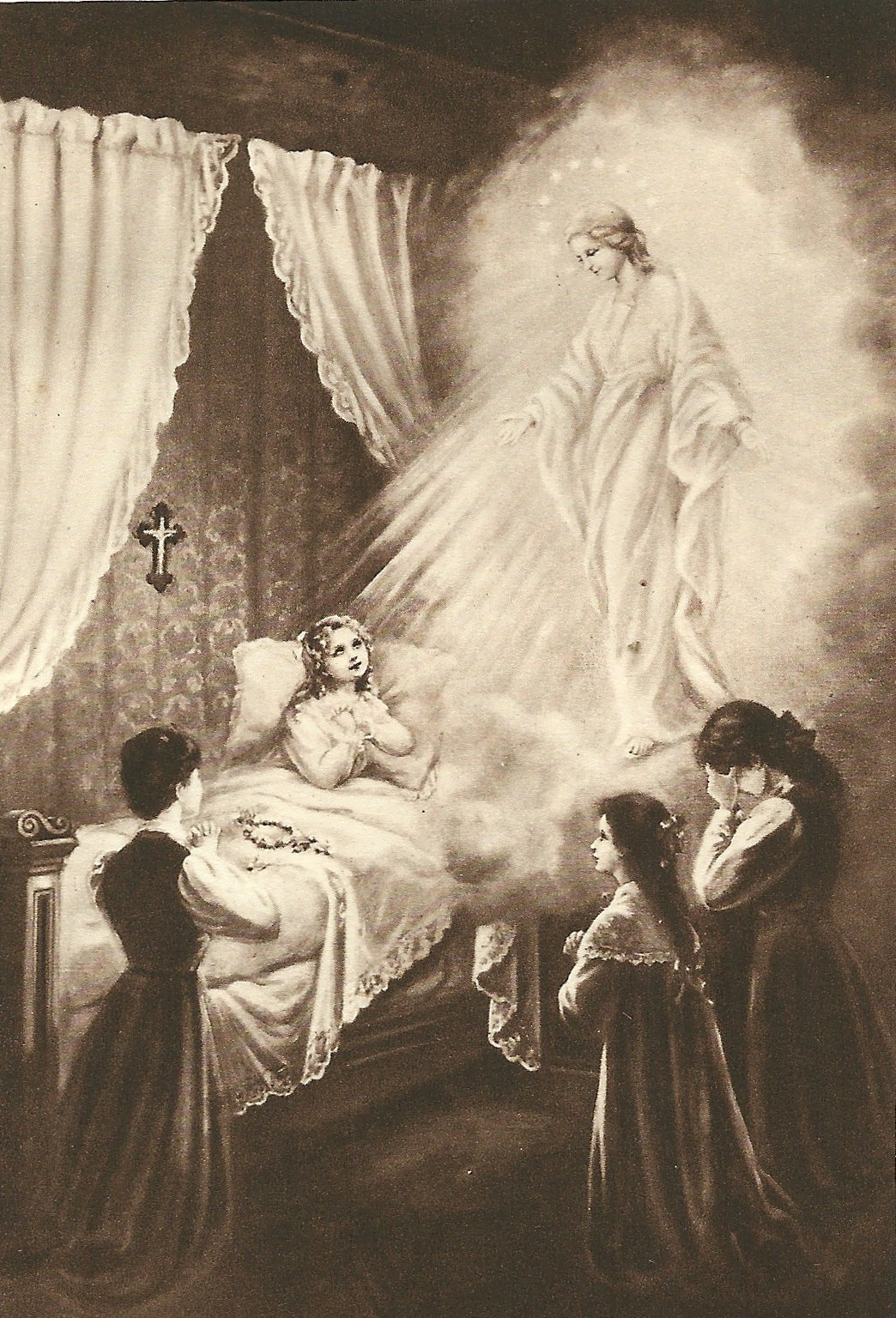
Una pagina dell'edizione del 1940 di Storia di un'anima (L'Histoire d'une Âme).

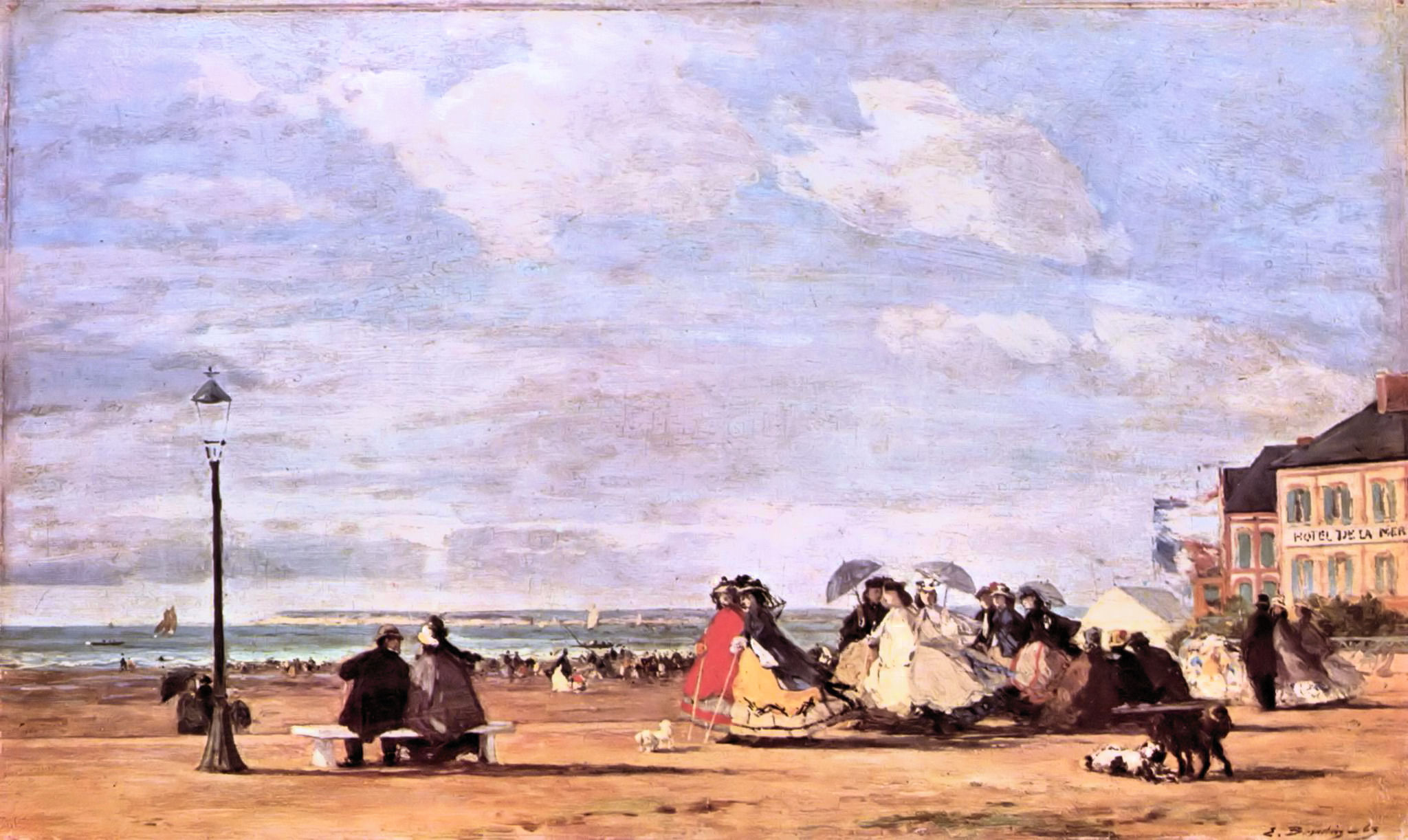
«Avevo sei o sette anni quando papà ci portò a Trouville. Mai dimenticherò l'impressione che mi fece il mare. Non ne ho mai abbastanza di guardarlo. La sua maestosità, il fragore delle onde, tutto parlava alla mia anima della grandezza e potenza di Dio. Ricordo che, durante la passeggiata che facemmo sulla spiaggia, un uomo e una donna, mi guardarono correre felice con papà e, avvicinandosi, gli chiesero se ero sua figlia, e dissero che ero una ragazza molto carina. Papà rispose di sì, ma mi accorsi che faceva loro segno di non indirizzarmi lode... Era la prima volta che sentivo la gente dire che ero carina, e la cosa mi piaceva, beh pensavo di esserlo. Hai avuto molta cura, cara mamma, di tenermi lontano da tutto quello che avrebbe potuto offuscare la mia innocenza. Manoscritto A. (Dipinto della spiaggia di Trouville, di Eugène Boudin)

Manoscritto A, che Teresa intitolò "Storia di un piccolo fiore bianco" e dedicò a sua sorella Pauline, madre Agnese di Gesù, fu scritto tra il gennaio 1895 e il gennaio 1896. Pauline scrisse:
Manoscritto B sono delle lettere indirizzate a Suor Maria del Sacro Cuore (sorella maggiore di Teresa), scritte su sua richiesta tra il 13 e il 16 settembre 1896. Maria disse a Teresa di scrivere le sue scoperte spirituali, ciò che lei stessa descriverebbe come il suo piccolo cammino di fiducia e di amore. Teresa scrisse la sua esperienza in dieci pagine, con lettere molto serrate. "Le sue numerose correzioni mostrano che scriveva in grande fretta e in uno stato di estrema stanchezza."
Manoscritto C è un taccuino scritto per la priora del Carmelo, Madre Reverenda Maríe de Gonzague. Iniziò a scriverlo il 3 giugno 1897 e lo terminò nel luglio dello stesso anno. La terza parte dell'autobiografia di Teresa è stata descritta da Pauline: «Mi sembra che questi racconti siano incompleti. Suor Teresa del Bambino Gesù si era concentrata sulla sua infanzia e prima giovinezza. Quando ha deciso di scrivere un racconto sulla sua vita da suora, era già difficile (...) Ho pensato che fosse un vero peccato che non avesse descritto lo svolgersi della sua vita nel Carmelo nello stesso modo, ma proprio allora aveva cessato (...) Madre Maria dei Gonzaga non gli permetteva di scrivere più (...) visto che Suor Teresa era molto malata..."  Pauline disse alla priora di ordinare a Teresa di scrivere della sua vita di suora e Maria de Gonzaga lo fece, così Teresa nel pieno della malattia scrisse questo manoscritto nel giugno 1897. Teresa smise di scrivere nel luglio dello stesso anno e la sua ultima parola fu amore.
Madre Agnese divise i tre manoscritti in undici capitoli e ne aggiunse un dodicesimo dove completò il racconto con gli ultimi mesi di vita dell'autrice. Infine introdusse nel testo alcune poesie di Teresa e alcuni estratti della sua corrispondenza. I dodici capitoli di Storia di un'anima furono stampati in piccolo formato nel 1902: nel 1906 l'autobiografia della santa di Lieseux era già stata tradotta in inglese, polacco, olandese, italiano, portoghese e spagnolo ).

## Influenze
La Storia di un'anima ha influenzato la vita di un gran numero di persone, specialmente, persone che hanno sentito il desiderio di consacrare la propria vita come religiosi e religiose, uno dei tanti esempi è quello della beata Maria Candida dell'Eucaristia.

## Edizioni
- Manuscrits autobiographiques, a cura di François de Sainte-Marie, I: Introduction; II: Notes et tables; III: Table des citations; IV: Fac-similés, Lisieux, Carmel de Lisieux, 1956, SBN SBL0639607.
- Manuscrits autobiographiques, a cura di François de Sainte-Marie, Lisieux, Carmel de Lisieux, 1957, SBN TO01243625.

### Traduzioni
- Storia di un'anima ossia vita della serva di Dio suor Teresa del Bambino Gesù e del Volto Santo, morta in concetto di santa nel Carmelo di Lisieux il 30 settembre 1897 all'età di 24 anni, scritta da lei medesima, versione autorizzata dalle suore di Lisieux e fatta da una carmelitana di S. M. Maddalena de' Pazzi in Firenze, Firenze, Tipografia Barbera, 1910, SBN CAG2045799.